# Автошлях Т 0312
Автошля́х Т 0312 — автомобільний шлях територіального значення у Волинській області. Пролягає територією Ківерцівського району через Журавичі — Берестяне — Цумань — до перетину з Н22. Загальна довжина — 41,5 км.

## Маршрут
Автошлях проходить через такі населені пункти:
| Автошлях Т 0312     |     |
| Волинська область   |     |
| Ківерцівський район |     |
|                     | Р14 |
| Омельне             |     |
| Журавичі            |     |
| Берестяне           |     |
| Цумань              |     |
| Кадище              |     |
|                     | Н22 |